# Aïoli garni
Pour les articles homonymes, voir Aïoli (homonymie).
L'aïoli garni ou grand aïoli (parfois appelé simplement aïoli) est une spécialité culinaire traditionnelle de la cuisine provençale, à base de morue et de légumes cuits entiers, accompagnés d'aïoli (sauce provençale à l'ail et à l'huile d'olive) dont il tire son nom,.

## Recette
Cette recette familiale simple et conviviale (dont il existe de nombreuses variantes personnelles) se prépare avec de la morue dessalée et des légumes locaux de saison de jardin potager, cuits à l'eau ou à la vapeur (carotte, pomme de terre, chou-fleur, haricot vert, artichaut, oignon, betterave...) servis entiers et dégustés avec de l'huile d'olive et une sauce aïoli (variante de mayonnaise provençale à base à l'origine uniquement d'émulsion d'ail et d'huile d'olive). 

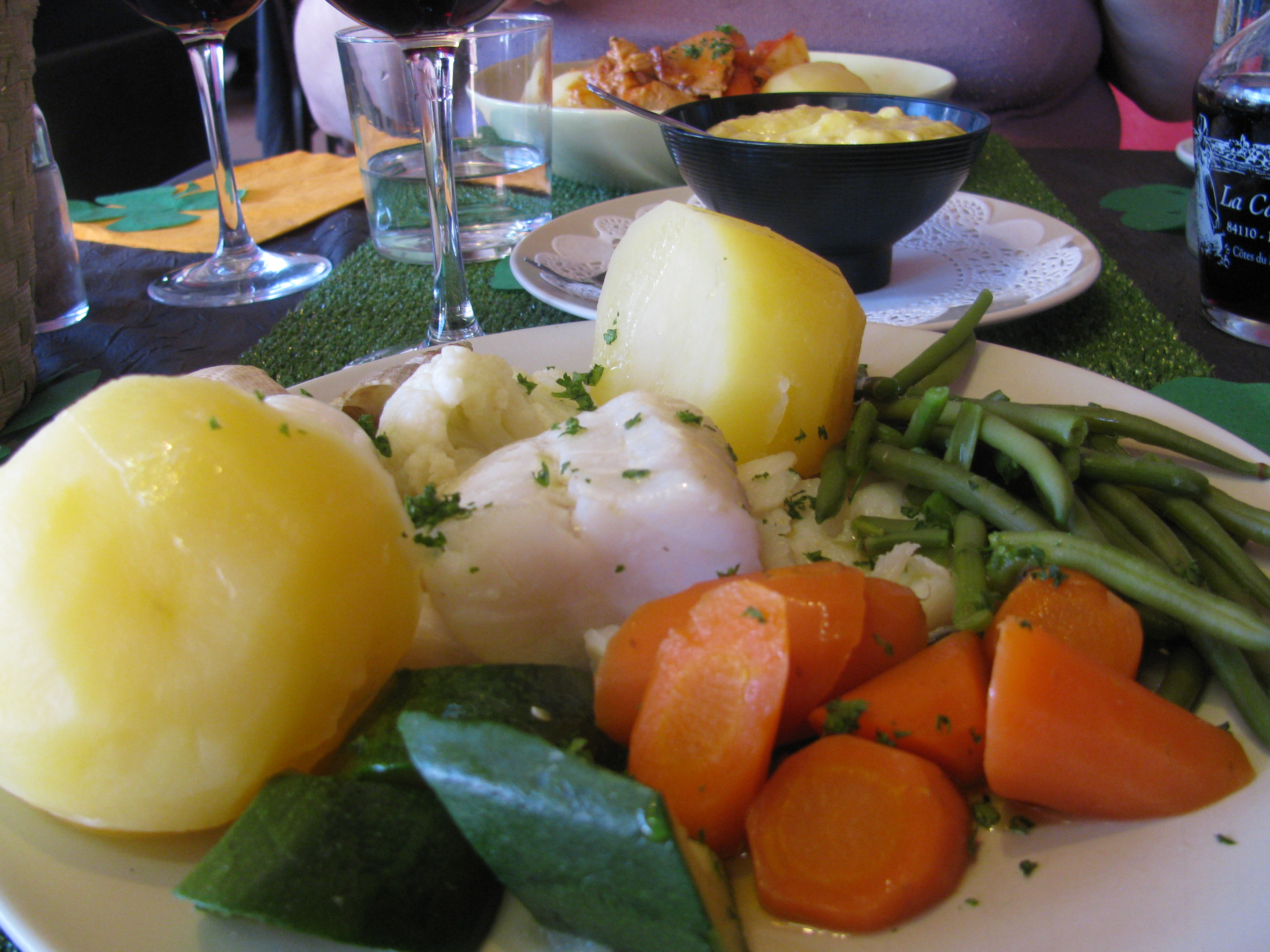
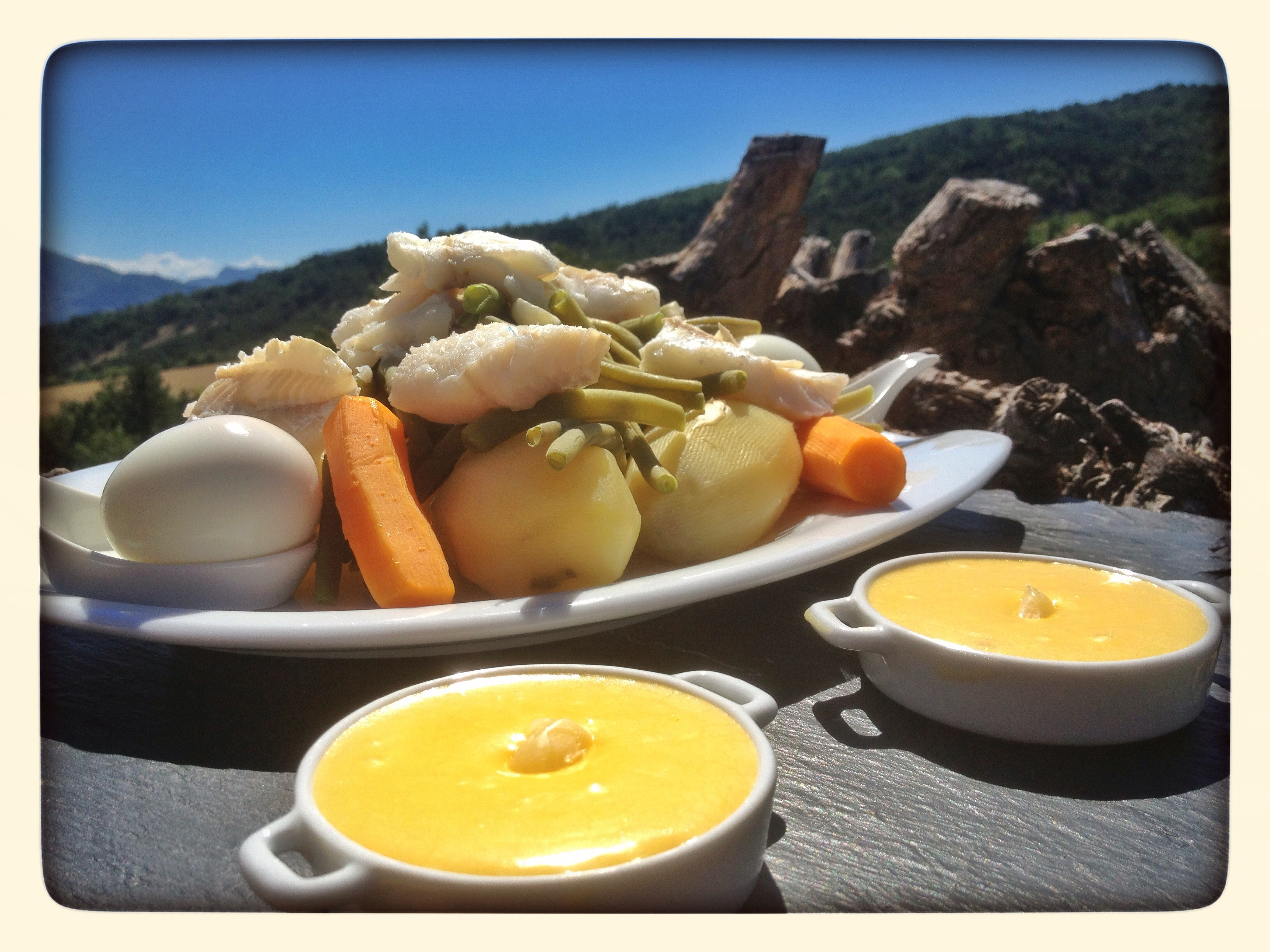
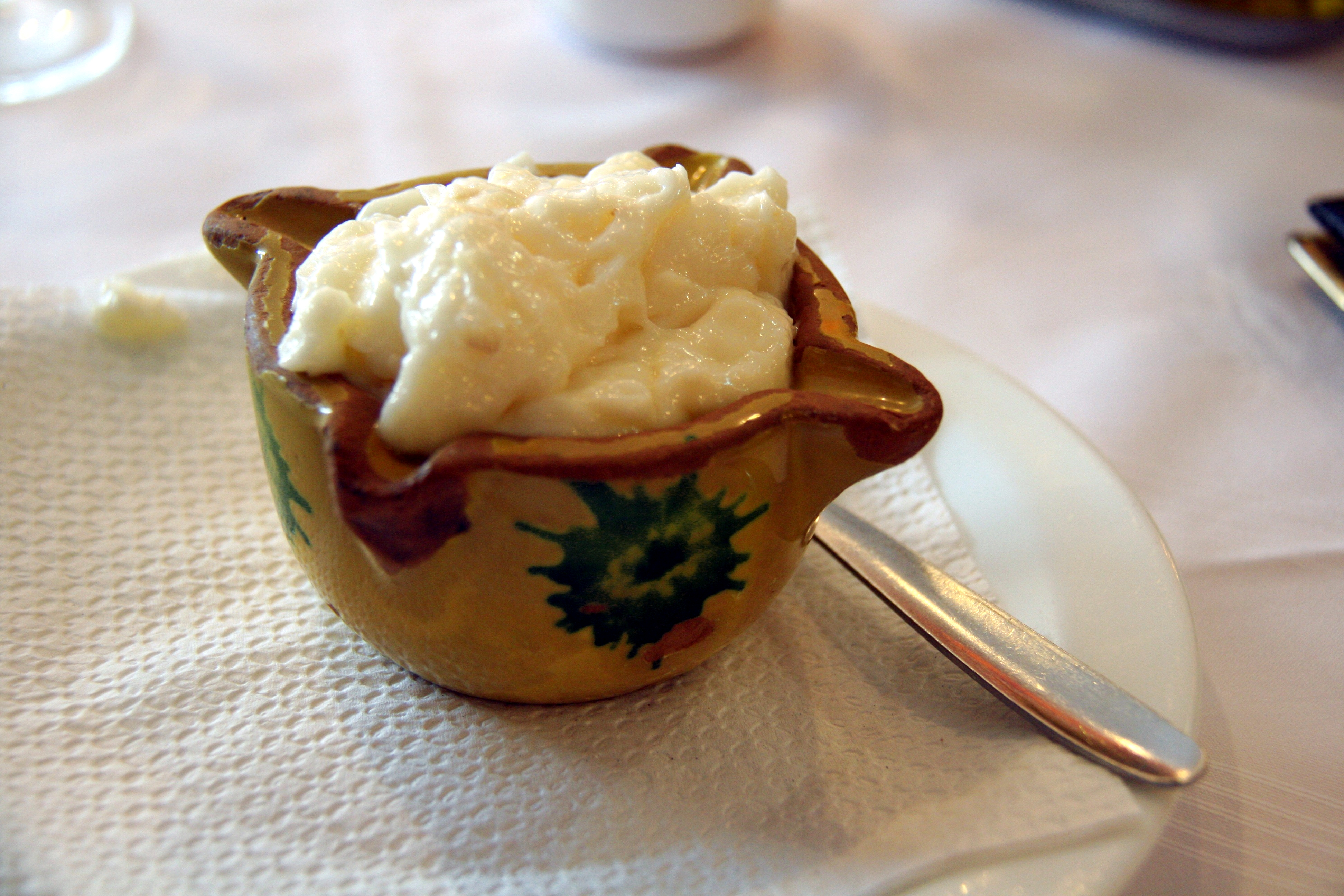
Mortier d'aïoli

Lorsque l'aïoli garni est un repas complet, des œufs durs et des escargots à la provençale ou des bulots, des moules, petit poulpe peuvent être ajoutés à la recette.

## Littérature
- « L’aïoli concentre dans son essence la chaleur, la force, l’allégresse du soleil de Provence » dans le journal L'Aiòli (journal) de années 1930 de Frédéric Mistral[4].
- 2007 : Petit traité amoureux de l’aïoli, par Jacques Bonnadier (journaliste marseillais).

## Au cinéma
1997 : Marius et Jeannette, de Robert Guédiguian. Marius, Justin et Dédé dissertent sur la « vraie recette de l'aïoli »  :
- Dédé : Où elle a vu qu'on mettait du fenouil dans l'aïoli ?
- Marius : Et si ça lui plait le fenouil ?
- Justin: La vraie recette de l'aïoli, c'est des haricots verts, des carottes, des patates, du chou-fleur, œufs durs, baccala et basta.
- Dédé : Et bien sûr !
- Marius : Eh, vous me faites rire ! Si ça lui plait le fenouil, on s'en fout de la recette !
- Dédé : Elle a qu'à mettre des radis aussi !